# تين أونغ
تين أونغ (بالبورمية: တင်အောင်) هو لاعب كرة قدم ميانماري في مركز حراسة المرمى، ولد في 8 مايو 1947 في الراج البريطاني.

## وصلات خارجية
- تين أونغ على موقع الاتحاد الدولي (مؤرشف)  (الإنجليزية)
- تين أونغ على موقع أوليمبيديا (الإنجليزية)